# أندرو كيلي
أندرو كيلي (بالإنجليزية: Andrew Kelly)‏ (9 يناير 1984 في المملكة المتحدة - ) هو لاعب كرة قدم بريطاني في مركز الدفاع. لعب مع نادي فيستيروس ‏ ونادي لاندسكرونا ‏.